# Les Galets d'Étretat
Pour plus de détails, voir Fiche technique et Distribution.
Les Galets d'Étretat (titre italien : Improvvisamente una sera...un amore) est un film franco-italien réalisé par Sergio Gobbi, sorti en 1972.

## Synopsis
Alny, 35 ans, belle et libre, dirige un institut de beauté à Paris. Un soir, elle tombe en panne de voiture, sous la pluie. Kelvo, un séduisant automobiliste, la ramène chez elle. Attiré par la jeune femme, il trouve un prétexte pour pénétrer dans son appartement, et la viole. Désormais, Alny veut se venger, et va tenter pour cela de le séduire…

## Fiche technique
- Titre : Les Galets d'Étretat
- Titre italien : Improvvisamente una sera...un amore
- Réalisation : Sergio Gobbi
- Scénario : Sergio Gobbi et Vahé Katcha
- Photographie : Daniel Diot
- Musique : Georges Garvarentz
- Pays de production :  Italie /  France
- Format : couleur - 1,85:1 - Mono - 35 mm
- Genre : drame, film romantique
- Durée : 95 minutes
- Date de sortie : 
  - France : 10 mars 1972

## Distribution
- Virna Lisi : Alny
- Maurice Ronet : Kelvo
- Annie Cordy : Brigitte
- Juliette Mills : Florence
- Grégoire Aslan : Timakoff
- Christian Barbier : Jean-Pierre
- Philippe Baronnet : François
- Michel Robbe : Régis
- Amarande : Mme Grance
- Dominique Zardi : Un client du café + feu d'artifice
- François Dyrek : Un client du café + feu d'artifice
- Robert Favart : L'architecte
- Georges Berthomieu : Le commissaire
- Nicole Gobbi : Valérie, la collègue d'Alny
- Sergio Gobbi : Le gosse du restaurant
- Maitena Galli : La fille

## Autour du film

### Lieux de tournage
Tournage à Étretat : 
- chemin des Douaniers, sur la falaise ;
- chapelle Notre-Dame-de-la-Garde ;
- digue-promenade Le Perrey ;
- hôtel Le Corsaire, aujourd'hui appelé Le Rayon vert.

Tournage à Paris : 
- port de Suffren avec, en arrière plan, le pont de Bir-Hakeim ;
- terrasse de la brasserie Lipp.

Autre : 
- autodrome de Linas-Montlhéry dans l'Essonne.

### Bande originale du film
La partition musicale (12 morceaux) a été entièrement composée par Georges Garvarentz.
L'un des morceaux est interprété par Charles Aznavour et signe la fin du film.